# Camino de Sacramento
Camino de Sacramento es una película musical mexicana de 1946 dirigida por Chano Urueta y protagonizada por Jorge Negrete y Rosario Granados. Esta película cuenta con el debut cinematográfico de la actriz Carmelita González.

## Trama
En la California del siglo XIX, un bandido generoso asalta la casa de un jefe político, culpable de la muerte de varios.

## Reparto
- Jorge Negrete como Juan Ruiz / Antonio Ruiz
- Rosario Granados como Luisa
- Julio Villarreal como Don Enrique Ledesma
- Pepe Martínez como Curro
- Ernesto Cortázar como Ramón
- Carlos Múzquiz como El Chueco
- Eva Martino como Reyna
- Jorge Valdés Gómez como Trio Guitarrista
- Jorge Arriaga (no acreditado)
- Guillermo Bravo Sosa como Bandido (no acreditado)
- Ricardo Carti como Señor Castillo (señor juez) (no acreditado)
- José Escanero como Bartolomé (no acreditado)
- Magdalena Estrada como Pancracia (no acreditada)
- Lidia Franco como Invitada al baile (no acreditada)
- Carmelita González como Señorita en baile (no acreditada)
- Leonor Gómez como Cocinera (no acreditada)
- Juan José Laboriel como Hombre en barco (no acreditado)